# 近藤謙司
近藤 謙司（こんどう けんじ、1962年6月30日 - ）は、日本の登山家、国際山岳ガイド、会社経営者。

## 来歴
東京都生まれ。1982年3月、東京都立淵江高等学校卒業。1987年3月、駒澤大学法学部法律学科卒業。
1983年、今井通子が率いるエベレスト冬季北壁登山隊に参加。このときは荷担ぎ隊であったが、1985年、アタック隊として再度同隊に参加、同隊は12月中旬に8,450mまで到達した。
1984年頃からヨーロッパアルプスでの山岳ガイドをはじめ、1998年10月に登山ツアーの企画会社であるアドベンチャーガイズを設立。2000年よりヒマラヤやセブンサミッツなどの高所登山を手掛け、2004年に日本初のエベレスト公募登山隊を組織するなど、国内外の多くの登山ツアーを企画運営。2006年には当時最高齢登山者となった70歳の男性をエベレスト山頂に導いた。
エベレスト7回を含め8000ｍの遠征登山は19回以上、マッターホルンには80回以上、アイガーには25回以上のガイド登山をしている。
2013年3月7日コジオスコ(2,228m)にガイドとして登頂し、七大陸最高峰登頂をガイドとして達成した。
ヨーロッパアルプスの山岳ガイド、ヒマラヤ・南米・南極などの商業登山を専門としており、バリエーションルートの開拓や未踏峰への挑戦等は現在行っていない。
株式会社アドベンチャーガイズ代表取締役、株式会社ダイナウォール代表取締役(ｸﾗｲﾐﾝｸﾞﾊﾟｰｸ・ｽﾄｰﾝﾏｼﾞｯｸ)、全国山の日協議会運営委員兼山の日アンバサダー、国際山岳ガイド連盟認定国際山岳ガイド、日本山岳ガイド協会理事、日本山岳会会員。

## 略歴
- 1983年12月 - チョモランマ(8,848m/チベット)北壁登攀。
- 1985年12月 - チョモランマ(8,201m/チベット)北壁登攀。8450mに到達。
- 1987年9月20日 - チョ・オユー(8,201m/チベット)無酸素登頂。
- 2002年9月30日 - チョ・オユー(8,201m/チベット)ガイド登頂。
- 2004年1月14日 - ヴィンソン・マシフ(4,897m/南極)ガイド登頂。(アドベンチャーガイズ隊:近藤謙司他)。
- 2004年5月20日 - エベレスト[北稜](8,848m/ネパール)ガイド登頂。(アドベンチャーガイズ隊:近藤謙司,高橋和夫,大田祥子)。下山中、大田祥子が遭難死。
- 2005年9月28日 - チョ・オユー(8,201m/チベット)ガイド登頂。(アドベンチャーガイズ隊:近藤謙司他)
- 2006年5月17日 - エベレスト[北稜](8,848m/ネパール)ガイド登頂。(アドベンチャーガイズ隊:近藤謙司,荒山孝郎他)。荒山孝郎は最高齢更新(70歳)。
- 2008年10月5日 - マナスル(8,163m/ネパール)ガイド登頂。(アドベンチャーガイズ隊:近藤謙司他)
- 2009年5月17日 - エベレスト[南東稜](8,848m/ネパール)ガイド登頂。(アドベンチャーガイズ隊:近藤謙司他)
- 2009年10月1日 - チョ・オユー(8,201m/チベット)ガイド登頂。(アドベンチャーガイズ隊:近藤謙司他)[1]
- 2010年10月1日 - マナスル(8,163m/ネパール)ガイド登頂。(アドベンチャーガイズ隊:近藤謙司他)
- 2011年5月26日 - エベレスト[南東稜](8,848m/ネパール)ガイド登頂。(アドベンチャーガイズ隊:近藤謙司,平出和也,川崎久美子)
- 2011年10月5日 - マナスル(8,163m/ネパール)ガイド登頂。(アドベンチャーガイズ隊:近藤謙司,梶山宝伸他)
- 2012年5月3日 - エルブルース(5,642m/ロシア)ガイド登頂。(アドベンチャーガイズ隊:近藤謙司他)[2]
- 2013年3月7日 - コジオスコ(2,228m/オーストラリア)ガイド登頂。(アドベンチャーガイズ隊:近藤謙司他)[3]
- 2013年5月20日 - エベレスト[南東稜](8,848m/ネパール)ガイド登頂。(アドベンチャーガイズ隊:近藤謙司,徳田進之介他)
- 2013年5月22日 - ローツェ(8,516m/ネパール)ガイド登頂。(アドベンチャーガイズ隊:近藤謙司,徳田進之介他)
- 2014年4~5月 - エベレスト[南東稜](8,848m/ネパール)ガイド。アイスフォール雪崩事故にて断念。(アドベンチャーガイズ隊:近藤謙司,片山右京,なすび他)
- 2014年7月26日 - ガッシャブルム2峰(8,035m/パキスタン)ガイド登頂。(アドベンチャーガイズ隊:近藤謙司他)
- 2015年4~5月 - エベレスト[南東稜](8,848m/ネパール)ガイド。ネパール大地震による雪崩事故にて断念。(アドベンチャーガイズ隊:近藤謙司,なすび他)
- 2016年5月19日 - エベレスト[南東稜](8,848m/ネパール)ガイド登頂。(アドベンチャーガイズ隊:近藤謙司,なすび,伊藤伴他)。伊藤伴は最年少記録(20歳)。
- 2016年5月21日 -  ローツェ(8,516m/ネパール)ガイド登頂。
- 2017年11月3日 - アマダブラム(6,856m/ネパール)ガイド。(アドベンチャーガイズ隊:近藤謙司,高濱充貴,松下沙織他）
- 2018年5月19日 - エベレスト[南東稜](8,848m/ネパール)ガイド登頂。(アドベンチャーガイズ隊:近藤謙司,福永活也,松下沙織他)

## TV出演
- 2011年7月25日 WOWOW『ノンフィクションW』「エベレスト、登れます～一般登山者とカリスマガイド究極の挑戦！～」
- 2013年1月25日 NHK『雪山へGO!2013 -達人と楽しむ冬の名峰-』
- 2013年7月19日 BSフジ『絶景・山の時間～山においでよ～第3回古澤未来編』

## 著書
- 『雪山100のリスク』(2008/12/12,山と渓谷社) ISBN 978-4635140102
- 『エベレスト、登れます』(2014/4/21,産業編集センター) ISBN 978-4863110939
- 『僕は冒険案内人』(2014/12/5,山と渓谷社) ISBN 978-4635171793
- 共著『バックカントリースキー&スノーボード』(2006/11/1,山と渓谷社) ISBN 978-4635043250（菊池哲男,松澤幸靖,北田啓郎,会田二郎著）
- 監修『バックカントリーセルフレスキュー 雪崩事故とケガからの救助マニュアル』(2008/3/2,スキージャーナル) ISBN 978-4789970099